# Ophiacantha densispina
Ophiacantha densispina is een slangster uit de familie Ophiacanthidae.
De wetenschappelijke naam van de soort werd in 1936 gepubliceerd door Theodor Mortensen.